# Bahnhof Higashi-Fuchū
Der Bahnhof Higashi-Fuchū (jap. 東府中駅, Higashi-Fuchū-eki) ist ein Bahnhof auf der japanischen Insel Honshū, der von der Bahngesellschaft Keiō Dentetsu betrieben wird. Er befindet sich in der Präfektur Tokio auf dem Gebiet der Stadt Fuchū.

## Verbindungen
Higashi-Fuchū ist ein Trennungsbahnhof an der Keiō-Linie, die Shinjuku mit Hachiōji verbindet. Von dieser zweigt die lediglich rund 900 Meter lange Keiō Keibajō-Linie nach Fuchūkeiba-seimommae ab.
Auf der Keiō-Linie halten tagsüber in beiden Richtungen sechs Nahverkehrszüge stündlich, die Takaosanguchi mit Shinjuku verbinden und dort üblicherweise zur Toei Shinjuku-Linie der Tokioter U-Bahn durchgebunden werden. Während der Hauptverkehrszeit an Werktagen verdichtet sich das Angebot auf bis zu zwölf Züge stündlich, darunter mehrere Schnellzüge zwischen Keiō-Hachiōji und Shinjuku. Diese ersetzen in den Randstunden zum Teil die Nahverkehrszüge. Die Keibajō-Linie dient vor allem als Zubringer zur Pferderennbahn Tokio. An Werktagen verkehrt ein Zweiwagenzug im Einmannbetrieb tagsüber alle 20 Minuten, während der Hauptverkehrszeit alle 10 bis 15 Minuten. An Wochenenden und Feiertagen (insbesondere bei Großveranstaltungen) verkehren Züge mit acht oder zehn Wagen im 20-Minuten-Takt. Hinzu kommen mehrere umsteigefreie Schnellzugverbindungen von und nach Shinjuku. Die Bushaltestelle nördlich des Bahnhofs wird von vier Linien der Gesellschaft Keiō Bus Chūō bedient.

## Anlage
Die Anlage steht im äußersten Nordwesten des Stadtteils Shimizugaoka und ist von Osten nach Westen ausgerichtet. Sie ist ebenerdig und an beiden Seiten von höhengleichen Bahnübergängen begrenzt – eine Erinnerung an die Anfänge der Keiō-Linie als Überlandstraßenbahn. Es gibt vier Gleise, die an einem Mittelbahnsteig und an zwei Seitenbahnsteigen liegen. Der südliche Außenbahnsteig ist als einziger nicht überdacht, sein Gleis endet an der Ostseite stumpf. Das Empfangsgebäude besitzt die Form eines Reiterbahnhofs, der sich an der Westseite über die gesamte Anlage spannt. Treppen, Aufzüge und Rolltreppen stellen Verbindungen zu den Bahnsteigen her.
An die Nordseite des Bahnhofs angebaut ist das Einkaufszentrum Keio Retnade (京王リトナード), das wie die Bahngesellschaft zur Keio Group gehört. Dabei ist Retnade ein Kofferwort aus dem spanischen retoño (Sprössling) und dem französischen promenade.
Im Fiskaljahr 2018 nutzten durchschnittlich 21.787 Fahrgäste täglich den Bahnhof.

## Bilder

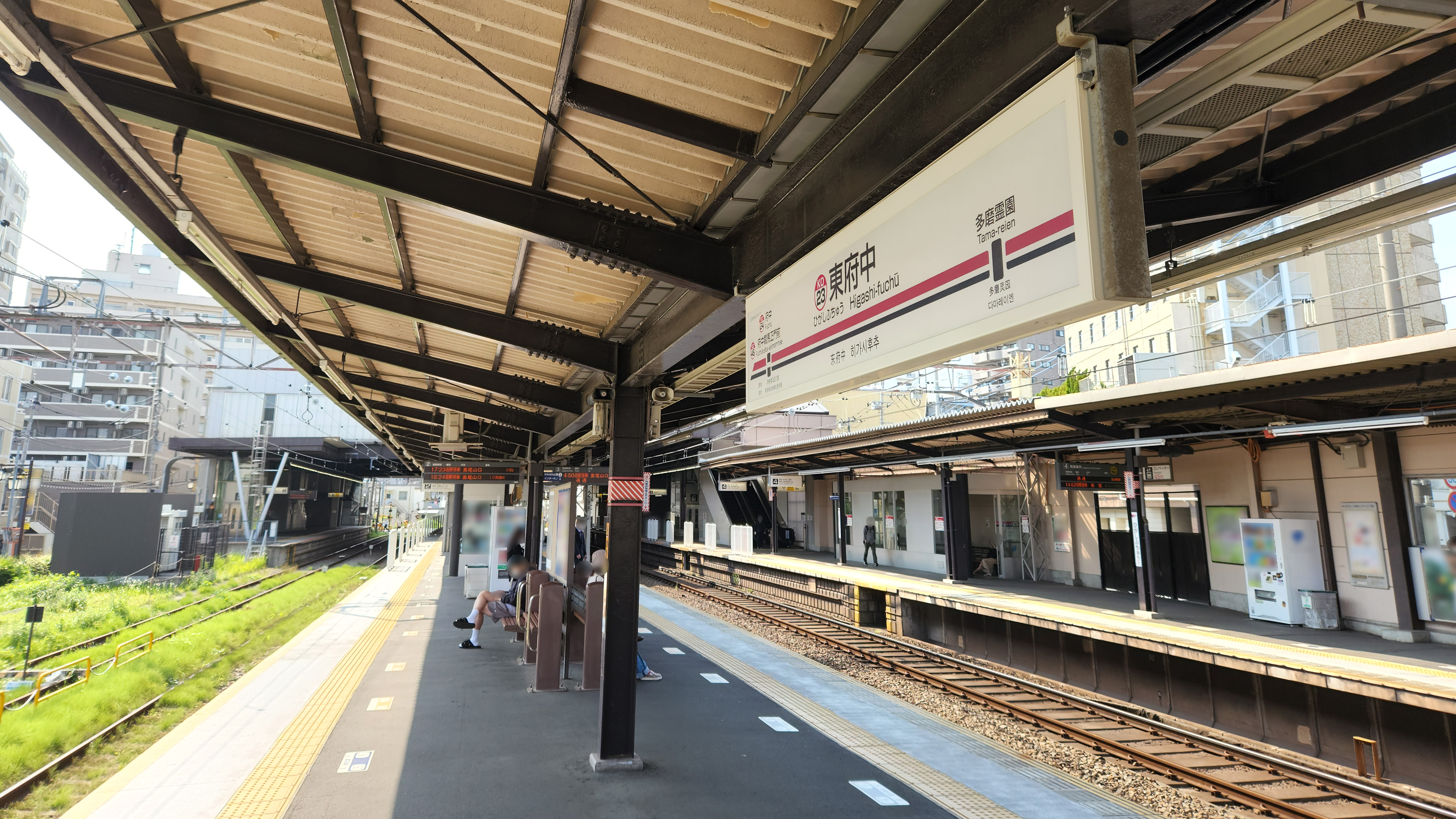
Blick auf die Bahnsteige
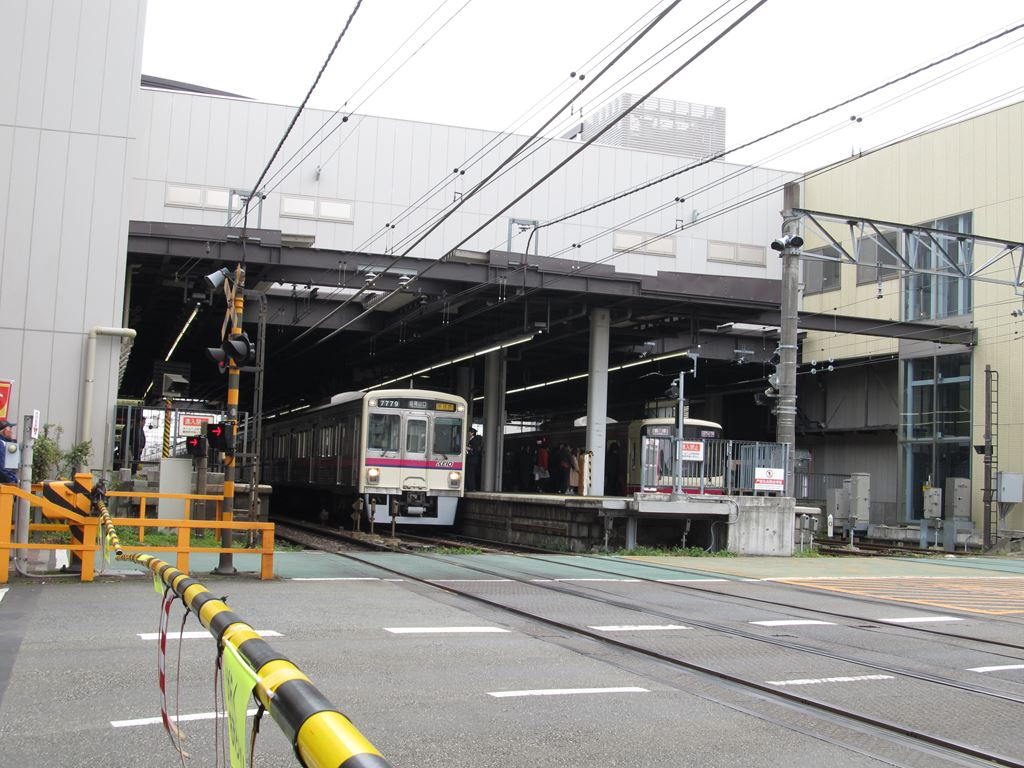
Bahnübergang an der Westseite
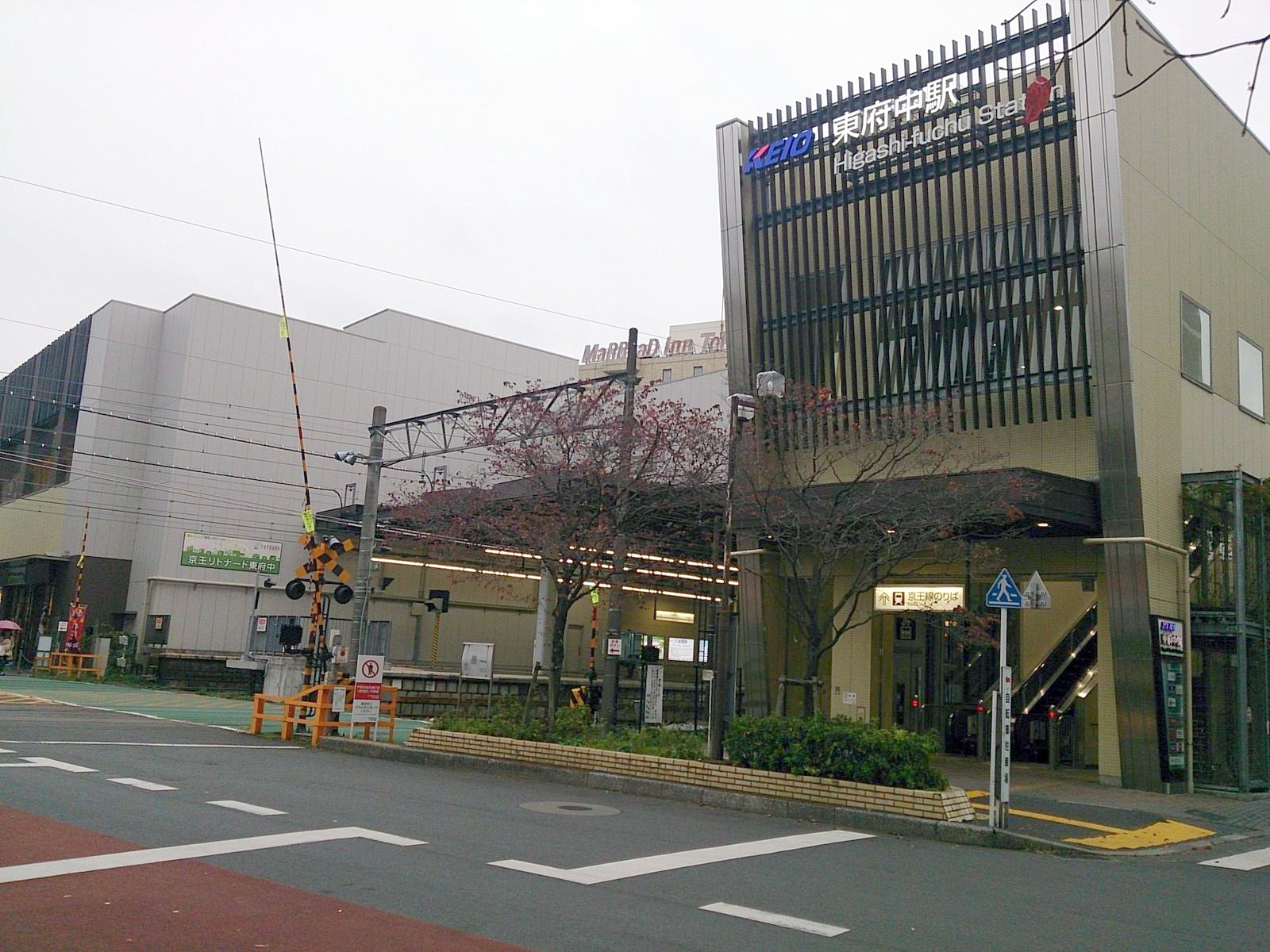
Südeingang
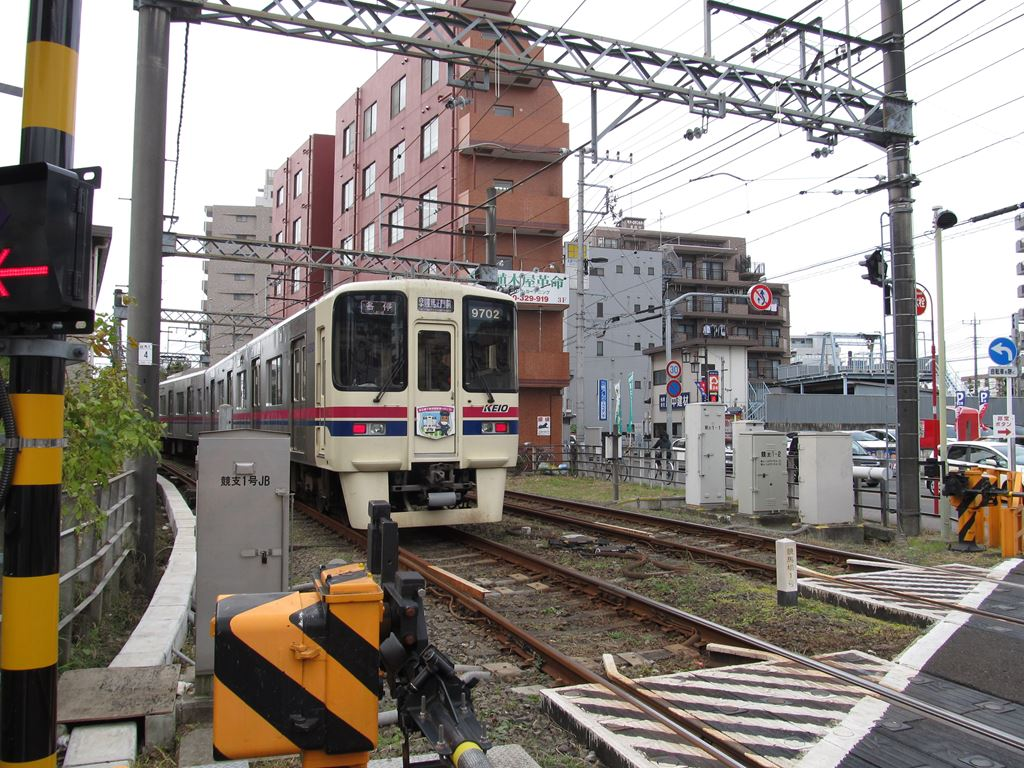
Triebzug der Baureihe 9000

## Gleise
| 1/2 | ▉ Keiō Keibajō-Linie | Fuchūkeiba-seimommae                             |
| 3   | ▉ Keiō-Linie         | Keiō-Hachiōji • Takaosanguchi • Tama-Dōbutsukōen |
| 4   | ▉ Keiō-Linie         | Chōfu • Meidaimae • Shinjuku                     |

## Linien
| Verlauf der Keiō-Linie |
| --- |
| Shinjuku • Hatsudai • Hatagaya • Sasazuka • Daitabashi • Meidaimae • Shimo-Takaido • Sakurajōsui • Kami-Kitazawa • Hachimanyama • Roka-kōen • Chitose-Karasuyama • Sengawa • Tsutsujigaoka • Shibasaki • Kokuryō • Fuda • Chōfu • Nishi-Chōfu • Tobitakyū • Musashinodai • Tama-Reien • Higashi-Fuchū • Fuchū • Bubaigawara • Nakagawara • Seiseki-Sakuragaoka • Mogusaen • Takahatafudō • Minamidaira • Hirayamajōshi-kōen • Naganuma • Kitano • Keiō-Hachiōji |

| Verlauf der Keiō Keibajō-Linie       |
| ------------------------------------ |
| Higashi-Fuchū • Fuchūkeiba-seimommae |

## Geschichte
Die Bahngesellschaft Keiō Denki Kidō (heutige Keiō Dentetsu) eröffnete am 31. Oktober 1916 das Teilstück Tobitakyū–Fuchū der Keiō-Linie. Dabei nahm sie gleichzeitig auch den Bahnhof Hachimanmae (八幡前) in Betrieb, der etwa 500 Meter westlich des heutigen Bahnhofs lag. Zur besseren Erschließung der in der Nähe gelegenen Pferderennbahn Tokio kam am 12. September 1935 der temporäre Bahnhof Rinji Keibajōmae (臨時競馬場前) hinzu. Am 1. September 1937, erhielt Hachimanmae den Namen Higashi-Fuchū. Drei Jahre später, am 26. Oktober 1940, wurde er mit dem temporären Bahnhof zusammengelegt. Mit der Eröffnung der Keiō Keibajō-Linie am 29. April 1955 entwickelte sich der frühere Durchgangsbahnhof zu einem Trennungsbahnhof. Das ehemalige Empfangsgebäude wurde durch einen am 10. April 2011 eröffneten Neubau ersetzt.